# Rauchbier
Rauchbier (tysk, «røget øl») er en ølspecialitet i Bamberg-området i Franken i Tyskland. Det er en mørk lagerøl med en karaktistisk røgsmag. Smagen skyldes at malten ryges over åben ild med bøgebrænde. Styrken på røgkarakteren varierer betydeligt, fra kraftig til mere subtil. I ældre tid blev malten tørret på denne måde, og de fleste øl havde en røget smag, men med tiden kom røgen ikke i direkte kontakt med kornet. I 1700-tallet blev det almindeligt at bruge urøget malt. 
I Bamberg-regionen holdt man aldrig op med at ryge malten, og området er i dag berømt for sin "Rauchbier". Den vigtigste producent er Brauerei Heller-Trum, som producerer de kendte Schlenkerla-øl.  Smagen er temmelig udfordrende for den som ikke kender den, og i Bamberg siges det, at man må drikke fire liter "Rauchbier" før man begynder at kunne lide den.
Med mikrobryggerirevolutionen er røgsmagen i øl begyndt at vende tilbage, og en række mikrobryggerier uden for Tyskland laver i dag både "Rauchbier" og øl af andre typer med røgmalt. Skibsøl fra Bryggeriet Refsvindinge er et dansk eksempel på en rauchbier. En lang række portere og stouts laves i dag med røgkmalt (ofte kaldt "smoked porter"), og der findes øl af andre typer med røgsmag. Heller-Trum producerer også en "Rauchweizen", som ikke regnes som rauchbier, men en Hefeweizen med røgsmag.